# دوري آيسلندا الممتاز 1948
دوري آيسلندا الممتاز 1948 (بالآيسلندية: Efsta deild karla í knattspyrnu 1948) هو الموسم 37 من  دوري آيسلندا الممتاز. الذي يشرف على تنظيمه اتحاد آيسلندا لكرة القدم، وكان عدد الأندية المشاركة فيه  4، وفاز فيه ناتدبيرنوفيلاغ ريكيافيكور.